# CFE-02
CFE-02は、NECインフロンティアが開発した、DDIポケット（現ウィルコム）向けコンパクトフラッシュ形 Type2データ通信端末製品である。

## 概要
このデータ端末は、同時期に発売されたTDK「RH2000P」と共に、最初期に発売されたAirH"（現AIR-EDGE）対応のコンパクトフラッシュ型端末である。本体の色調は黒色を採用している。
PCカードスロットのあるPCでは、付属しているアダプターで端子変換した上で利用出来る（同時期のノートPCは、PCカードスロットがあるのが一般的だった）。
通信形式は、AirH"は32Kつなぎ放題（32K×1）コースのみに対応し、「RH2000P」では利用できる64Kフレックスチェンジ（ネット25）や、この機種の販売直後に開始された128Kつなぎ放題（32K×4）には対応していない。また、PIAFS（64k・32k）に対応している。
付属品は取扱説明書及び保証書、先に触れたPCカードアダプタの他に、本体用ケース・PCカードアダプタ用ケース・ドライバ・ユーティリティソフトウェアCD-ROMが付属している。

## 仕様（テンプレート外）
- 対応OS（各日本語版）
  - Microsoft Windows 95
  - Microsoft Windows 98
  - Microsoft Windows Millennium Edition
  - Microsoft Windows 2000
  - Microsoft Windows XP
  - Classic Mac OS 8.5 / 8.5.1 / 8.6 / 9.0 / 9.0.4 / 9.1 / 9.2 / 9.2.1 / 9.2.2

## 歴史
- 2001年9月26日 - 技術基準適合証明 (TELEC) の審査を通過（証明記号 - CJZV13004）。
- 2001年10月3日 - JATE（財団法人電気通信端末機器審査協会）による審査を通過（認定番号:A01-0833JP , J01-0270）。
- 2001年10月10日 - 販売予定である事を発表。
- 2001年11月2日 - 発売開始。